# Dorothée Kindé Gazard
Dorothée Kindé-Gazard, de son vrai nom Dorothée Akoko Kindé-Gazard, est une médecin spécialiste en parasitologie-mycologie et professeur titulaire à la faculté des sciences et santé de l'université d'Abomey-Calavi au Bénin. Personnalité politique féminine du Bénin, elle est à deux reprises ministre de la Santé dans le gouvernement du président Mathieu Kérékou et dans celui du président Thomas Boni Yayi.

## Biographie

### Carrière professionnelle
Médecin de formation, spécialisée en parasitologie mycologie depuis 2004, elle est professeure agrégée à l'université d'Abomey Calavi.

### Carrière politique
Dorothée Kindé Gazard est une scientifique, qui au cours de sa carrière politique, met en place une politique de lutte contre le paludisme au Bénin. Elle a coordonné le programme national de lutte contre le paludisme (PNLP) avec la distribution gratuite de moustiquaires imprégnées à la population. C'est également à ce titre qu'elle a fait partie du comité gouvernemental de l'épidémie du coronavirus au Bénin. 
Elle a contribué à l'innovation de plusieurs projets dans le secteur de la santé. Parmi ceux-ci « 120 jours pour équiper les hôpitaux et centres de santé du Bénin » a récolté plus de cinq milliards de francs CFA de dons en équipements répartis dans toutes les formations sanitaires publiques, sur l’étendue du territoire national. Gazard a initié Le Régime d’assurance maladie universelle (Ramu), qu’elle a conduit à la tête du secteur de la santé au Bénin. Le projet est co-conduit par la fondation Sanofi Espoir et Care Bénin.

## Prix et distinctions
- 2014: prix Harvard des leaders de la Santé à Boston aux États-Unis[5],[6].